# هيلتون القاهرة هليوبوليس
هيلتون القاهرة هليوبوليس هو فندق يقع في القاهرة، مصر وعلى مقربة من مطار القاهرة الدولي. كان الفندق نقطة الدخول الأولى لفنادق ومنتجعات فيرمونت في مصر.

## وصلات خارجية
- Hilton Cairo Heliopolis official website